# KENnelklubben
KENnelklubben är artisten Ken Rings sjunde album, som utkom 2004. Albumet består av outgivet material taget från Ken Rings tidigare produktioner.

## Spårlista
| Spår | Låttitel                | Producent/er           | Medverkande gäst/er    | Tid   |
| ---- | ----------------------- | ---------------------- | ---------------------- | ----- |
| 1    | Slaven                  |                        |                        | 03:46 |
| 2    | Välkommen Till          |                        | Ahmed & Kaliffa        | 04:30 |
| 3    | Ställ Dig Upp           |                        |                        | 04:41 |
| 4    | Tror Ni Jag Glömt       |                        |                        | 03:22 |
| 5    | Spotta                  |                        | Big Fred               | 03:53 |
| 6    | Tiden Den Går           |                        | Joel                   | 03:52 |
| 7    | Doktorn                 |                        | Levent                 | 03:57 |
| 8    | Gatans Kultur           | Sam-E                  |                        | 03:50 |
| 9    | Prinsen Från STHLM      |                        | Questo                 | 04:17 |
| 10   | På G                    |                        | Sam-E                  | 04:05 |
| 11   | Förortare               |                        | Solle                  | 03:29 |
| 12   | War                     |                        |                        | 04:38 |
| 13   | Jag Är Dum              |                        | Big Fred               | 03:27 |
| 14   | Fan Vad Jag Är Beng     |                        |                        | 03:37 |
| 15   | Till Alla Ni            |                        | Sam-E                  | 03:49 |
| 16   | Vi Säger Sho            | Ken Ring & Rune Rotter | Kaliffa, Joel & Solle  | 03:27 |
| 17   | Streetz                 | Ken Ring               | Respect                | 03:53 |
| 18   | Fingret                 | Collén & Webb          |                        | 03:49 |
| 19   | Vart E Du               | Tommy Tee              | Proof & Swift från D12 | 02:56 |
| 20   | Mitt Huvud Bara Jiddrar |                        |                        | 03:58 |